# Pierre Salvadori

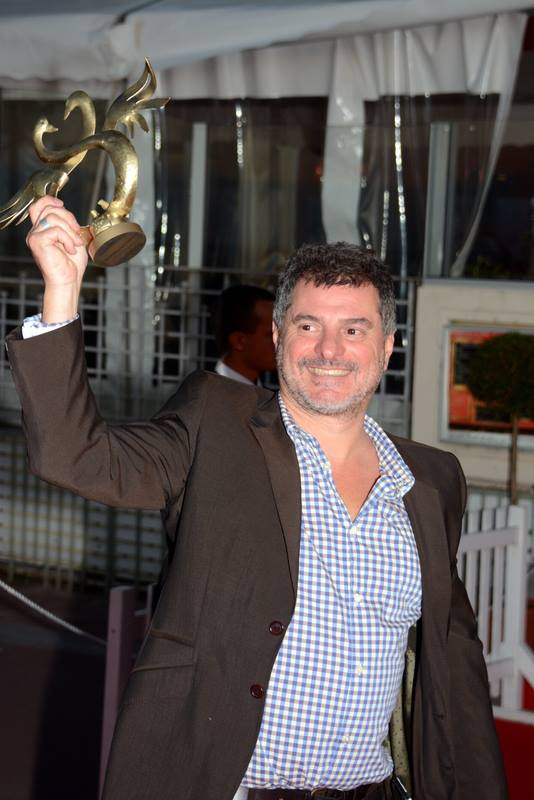
Pierre Salvadori 2014

Pierre Salvadori (* 8. November 1964 in Tunesien) ist ein französischer Filmregisseur und Drehbuchautor.

## Leben
Seine Eltern stammen aus Santo-Pietro-di-Venaco (Korsika). Im Alter von fünf Jahren kam er nach Paris.
Im Jahr 1989 schrieb er sein erstes Drehbuch, das unter seiner Regie 1993 als Der Killer und das Mädchen erfolgreich verfilmt wurde. Der Film verschaffte dem jungen Regisseur eine Nominierung für den César als Bestes Erstlingswerk. Bereits 1992 hatte er den Kurzfilm Ménage gedreht. Der Killer und das Mädchen wurde 2009 von Jonathan Lynn unter dem Titel Wild Target – Sein schärfstes Ziel neuverfilmt.
Im Jahr 1995 begann Salvadori die Zusammenarbeit mit Marie Trintignant und Guillaume Depardieu, die in den erfolgreichen Filmen Die Anfänger (1995) und Lügen wie gedruckt (1998) spielten. Im Jahr 2000 wechselte Salvadori vom komödiantischen Genre hin zum düsteren Thriller Café in Flammen (2000). Sein bisher größter Erfolg wurde das Filmdrama Lieber Antoine als gar keinen Ärger aus dem Jahr 2018: In Cannes gewann Salvadori den Prix SACC und erhielt 2019 drei César-Nominierungen (Bester Film, Bestes Original-Drehbuch, Beste Regie). Für das beste Drehbuch gewann er zudem einen Prix Lumières.

## Filmografie
- 1992: Ménage (Kurzfilm)
- 1993: Der Killer und das Mädchen (Cible émouvante)
- 1995: Die Anfänger (Les apprentis)
- 1996: Die Liebe neu erfinden (L’@mour est à réinventer) (TV-Mehrteiler, ein Segment)
- 1998: Lügen wie gedruckt (Comme elle respire)
- 2000: Le détour (TV)
- 2000: Café in Flammen (Les marchands de sable)
- 2003: Après vous … Bitte nach Ihnen (Après vous)
- 2006: Liebe um jeden Preis (Hors de prix)
- 2010: Bezaubernde Lügen (De vrais mensonges)
- 2014: Der Hof zur Welt (Dans la cour)
- 2016: Das Geheimnis der zwei Schwestern (Planetarium)
- 2018: Lieber Antoine als gar keinen Ärger (En liberté)
- 2021: In Therapie (En thérapie) (Serie)
- 2022: La Petite Bande